# Policarpo I di Bisanzio
Policarpo I (in greco Πολύκαρπος Αʹ, Polycarpos; ... – 89) è stato un vescovo romano nella sede di Bisanzio nel I secolo..
Succedette al vescovo Onesimo nel 71 d.C., dopo tre anni di sede vacante, e prestò servizio in quell'ufficio per diciotto anni fino alla sua morte nell'89 d.C. I suoi ultimi otto anni di carica (dall'81 d.C.) occorsero durante la persecuzione dei cristiani da parte dell'imperatore Domiziano. Le sue reliquie furono depositate nella Cattedrale di Argiropoli.